# 胡安·安东尼奥·加西亚·迭斯
胡安·安东尼奥·加西亚·迭斯（西班牙語：Juan Antonio García Díez，1940年—1998年）是西班牙经济学家，政治家。民主转型时期的副首相。

## 生平
1940年出生于马德里。在马德里康普顿斯大学学习法律和经济学。1966年以第一名的成绩通过了国家贸易专家顾问团录用考试。曾在母校担任理论经济学教授。1968年开始在商务部工作，曾在秘鲁和玻利维亚使馆担任商务专员。1971年返回西班牙后，在商务部担任商务技术副秘书长，1974年升任秘书长，直到1976年11月卸任。
他是社会民主党的创始成员之一，后来并入民主中间联盟。1977年7月，他在苏亚雷斯内阁出任商务和旅游大臣，一直任职到1980年5月。他还在1979年3月的选举中当选加的斯选区的众议员。
1980年9月8日，他在新一届内阁中担任经济与商业大臣。1981年2月26日，他在改组内阁中担任第二副首相。他没有参加1982年大选。在西班牙工人社会党获胜后，他于11月退出了民主中间联盟。
此后，他活跃于商界，担任过家樂福、等国际企业西班牙分公司业务总裁。
1998年5月6日因医治无效在马德里兄弟会医院逝世。他曾在70年代的一次胃部手术中感染了丙型肝炎病毒，后来扩散为肝硬化，并形成肝癌。

## 荣誉
- 大十字级天主教伊莎贝尔勋章（1982年）[7]
- 大十字级卡洛斯三世勋章（1980年）[8]